# Roman Meluzín
Roman Meluzín (* 17. června 1972, Boskovice) je bývalý český profesionální hokejista hrající naposledy za tým Salith Šumperk. S hokejem začínal v Blansku. Později přestoupil do klubu Ingstav Brno a Zetoru Brno (dnešní Komety Brno). Z Brna odešel do Zlína spolu s Pavlem Janků jako velký hokejový talent. Byl také českým reprezentantem. Od sezony 2012/2013 se věnuje trenérské činnosti. V současnosti trénuje mládeže týmu HC Kometa Brno.

## Ocenění a úspěchy
- 1995 ČHL - Nejslušnější hráč
- 1999 ČHL - Nejslušnější hráč
- 2007 2.ČHL - Nejproduktivnější hráč v playoff
- 2007 Postup s týmem Hokej Šumperk 2003 do 1.ČHL
- 2009 Postup s týmem Hokej Šumperk 2003 do 1.ČHL
- 2011 Postup s týmem Salith Šumperk do 1.ČHL

## Klubová statistika
| Sezóna       | Klub                       | Soutěž       |     | Základní část | Základní část | Základní část | Základní část | Základní část |    | Play off | Play off | Play off | Play off | Play off |
| Sezóna       | Klub                       | Soutěž       | Z   | G             | A             | B             | TM            | Z             | G  | A        | B        | TM       |          |          |
| 1988-89      | TJ Lokomotiva Ingstav Brno | 1.ČNHL       | 16  | 6             | 4             | 10            | 0             | —             | —  | —        | —        | —        |          |          |
| 1989-90      | TJ Zetor Brno              | ČSHL         | 34  | 4             | 6             | 10            | 8             | —             | —  | —        | —        | —        |          |          |
| 1990-91      | HC Zetor Brno              | 1.ČNHL       | 33  | 14            | 7             | 21            | 10            | 4             | 0  | 0        | 0        | 0        |          |          |
| 1991-92      | HC Zetor Brno              | ČSHL         | 36  | 13            | 12            | 25            | 4             | —             | —  | —        | —        | —        |          |          |
| 1992-93      | AC ZPS Zlín                | ČSHL         | 38  | 9             | 19            | 28            | —             | 8             | 1  | 2        | 3        | —        |          |          |
| 1992-93      | HC Královopolská Brno      | 1.ČNHL       | 6   | 1             | 2             | 3             | 2             | —             | —  | —        | —        | —        |          |          |
| 1993-94      | AC ZPS Zlín                | ČHL          | 44  | 10            | 16            | 26            | 10            | 3             | 0  | 2        | 2        | 0        |          |          |
| 1994-95      | AC ZPS Zlín                | ČHL          | 38  | 19            | 16            | 35            | 0             | 11            | 5  | 9        | 14       | 0        |          |          |
| 1995-96      | AC ZPS Zlín                | ČHL          | 33  | 11            | 16            | 27            | 10            | 8             | 2  | 3        | 5        | 0        |          |          |
| 1996-97      | AC ZPS Zlín                | ČHL          | 50  | 15            | 30            | 45            | 24            | —             | —  | —        | —        | —        |          |          |
| 1997-98      | HC ZPS-Barum Zlín          | ČHL          | 50  | 17            | 19            | 36            | 18            | —             | —  | —        | —        | —        |          |          |
| 1998-99      | HC ZPS-Barum Zlín          | ČHL          | 47  | 22            | 24            | 46            | 12            | 11            | 5  | 2        | 7        | 6        |          |          |
| 1999-00      | Tappara                    | SM-l         | 54  | 25            | 25            | 50            | 8             | 4             | 2  | 0        | 2        | 0        |          |          |
| 2000-01      | Moskitos Essen             | DEL          | 38  | 9             | 18            | 27            | 22            | —             | —  | —        | —        | —        |          |          |
| 2000-01      | HC Oceláři Třinec          | ČHL          | 17  | 4             | 13            | 17            | 0             | —             | —  | —        | —        | —        |          |          |
| 2001-02      | HC Oceláři Třinec          | ČHL          | 35  | 7             | 13            | 20            | 10            | —             | —  | —        | —        | —        |          |          |
| 2001-02      | Tappara                    | SM-l         | 16  | 5             | 5             | 10            | 4             | 10            | 2  | 0        | 2        | 4        |          |          |
| 2002-03      | HC Oceláři Třinec          | ČHL          | 45  | 1             | 8             | 9             | 16            | 12            | 1  | 0        | 1        | 6        |          |          |
| 2003-04      | HC Oceláři Třinec          | ČHL          | 15  | 0             | 2             | 2             | 2             | —             | —  | —        | —        | —        |          |          |
| 2004-05      | HC Kometa Brno             | 1.ČHL        | 38  | 8             | 16            | 24            | 10            | 3             | 1  | 0        | 1        | 2        |          |          |
| 2005-06      | HC Kometa Brno             | 1.ČHL        | 50  | 9             | 14            | 23            | 16            | 3             | 0  | 1        | 1        | 2        |          |          |
| 2006-07      | HC Kometa Brno             | 1.ČHL        | 16  | 0             | 4             | 4             | 4             | —             | —  | —        | —        | —        |          |          |
| 2006-07      | Hokej Šumperk 2003         | 2.ČHL        | 29  | 10            | 18            | 28            | 18            | 11            | 7  | 8        | 15       | 12       |          |          |
| 2007-08      | Hokej Šumperk 2003         | 1.ČHL        | 43  | 9             | 20            | 29            | 28            | —             | —  | —        | —        | —        |          |          |
| 2008-09      | Salith Šumperk             | 2.ČHL        | 42  | 14            | 16            | 30            | 71            | —             | —  | —        | —        | —        |          |          |
| 2009-10      | Salith Šumperk             | 1.ČHL        | 42  | 9             | 16            | 25            | 10            | —             | —  | —        | —        | —        |          |          |
| 2010-11      | Salith Šumperk             | 2.ČHL        | 15  | 2             | 13            | 15            | 20            | 8             | 0  | 4        | 4        | 2        |          |          |
| 2011-12      | Salith Šumperk             | 1.ČHL        | 47  | 10            | 16            | 26            | 16            | —             | —  | —        | —        | —        |          |          |
| Celkem v ČHL | Celkem v ČHL               | Celkem v ČHL | 374 | 106           | 157           | 263           | 102           | 45            | 13 | 16       | 29       | 12       |          |          |

## Reprezentace
| Rok                       | Tým                       | Soutěž                    | Z  | G | A  | B  | TM |
| ------------------------- | ------------------------- | ------------------------- | -- | - | -- | -- | -- |
| 1990                      | Československo 18         | MEJ                       | 6  | 3 | 6  | 9  | 6  |
| 1991                      | Československo 20         | MSJ                       | 6  | 0 | 4  | 4  | 0  |
| 1992                      | Československo 20         | MSJ                       | 7  | 1 | 0  | 1  | 6  |
| 1995                      | Česko                     | MS                        | 8  | 1 | 1  | 2  | 2  |
| 1996                      | Česko                     | MS                        | 8  | 2 | 2  | 4  | 0  |
| 1999                      | Česko                     | MS                        | 4  | 0 | 0  | 0  | 0  |
| Juniorská kariéra celkově | Juniorská kariéra celkově | Juniorská kariéra celkově | 19 | 4 | 10 | 14 | 12 |
| Seniorská kariéra celkově | Seniorská kariéra celkově | Seniorská kariéra celkově | 20 | 3 | 3  | 6  | 2  |